# Diccionario panhispánico de dudas
Il Diccionario panhispánico de dudas (Dizionario panispanico dei dubbi) è un'opera elaborata dai membri delle ventidue Accademie della Lingua Spagnola, allo scopo di risolvere i dubbi in relazione all'uso della lingua spagnola in tutta la comunità ispanofona. La prima edizione è stata pubblicata nel 2005.
L'iniziativa è partita in risposta alle 50 000 domande annuali, circa trecento al giorno, che arrivavano alle diverse Accademie della Lingua sul corretto uso della lingua.
È composto da:
- Il dizionario vero e proprio.
- Un insieme di cinque appendici riguardanti simboli, abbreviazioni, modelli di coniugazione verbale e gentilizi.
- Un glossario di termini linguistici.
- Una lista di fonti citate.

Sono stati discussi diversi aspetti dell'opera, sia per quanto riguarda le soluzioni adottare sia per il grado di 'obbligatorietà' o valore normativo che avrebbe per il mondo ispanofono.
È stato altresì criticato il fatto che non venga citata alcuna fonte, delle molte che esistono e sono state tenute in considerazione nell'opera, riguardo ai temi che essa tratta.

## Fonte
- Diccionario panhispánico de dudas, Real Academia Española y Asociación de Academias de la Lengua Española, Ed. Santillana, 2005.